# Scott Flansburg
Scott Flansburg né le 28 décembre 1963 dans le comté de Herkimer est un calculateur prodige américain. Surnommé « The Human Calculator », il figure dans le Livre Guinness des records pour sa rapidité de calcul mental.

## Publications
- Math Magic for Your Kids (1998)
- Math Magic (2004)